# Liste der Auslandsreisen von Bundeskanzler Gerhard Schröder
Der deutsche Bundeskanzler Gerhard Schröder hat während seiner Amtszeit vom 27. Oktober 1998 bis zum 22. November 2005 folgende offizielle Auslandsreisen durchgeführt.

## Funktion
Auslandsreisen des Bundeskanzlers dienen der Vertiefung von Beziehungen zu den besuchten Ländern. Hierbei werden Themen der sozialen, politischen und/oder wirtschaftlichen Zusammenarbeit erörtert und gegebenenfalls entsprechende Verträge unterzeichnet. Neben den offiziellen Anlässen sind Besuche von Museen, kulturelle und sportliche Veranstaltungen, Entgegennahme von Ehrungen und Preisen ein weiterer Bestandteil der Auslandsreisen.
Bei den meisten Auslandsreisen wurde Gerhard Schröder von Ministern und Vertretern der Wirtschaft begleitet.

## Liste der Auslandsbesuche

### 1998
| Datum                | Ort                              | Hauptgrund |
| -------------------- | -------------------------------- | --- |
| 2. November          | London ( Vereinigtes Königreich) | Treffen mit Premierminister Tony Blair                                                                                   |
| 5. November          | Warschau ( Polen)                | - Treffen mit Präsident Aleksander Kwasniewski - Ministerpräsident Jerzy Buzek                                           |
| 16. November         | Moskau ( Russland)               | Treffen mit Präsident Boris Jelzin                                                                                       |
| 26. November         | Brüssel ( Belgien)               | - Treffen mit Ministerpräsident Guy Verhofstadt - Treffen mit dem Präsidenten der Europäischen Kommission Jacques Santer |
| 11. und 12. Dezember | Wien ( Österreich)               | Teilnahme an Finanz-Gipfel                                                                                               |

### 1999
| Datum                     | Ort                                 | Hauptgrund | Bild |
| ------------------------- | ----------------------------------- | --- | ---- |
| 19. Januar                | Den Haag ( Niederlande)             | Rede in Den Haag |      |
| 1. Februar                | Davos ( Schweiz)                    | Rede vor dem Weltwirtschaftsforum |      |
| 8. Februar                | Amman ( Jordanien)                  | Teilnahme an der Trauerfeier für König Hussein I.                                                                                                |      |
| 15. und 16. März          | Kopenhagen ( Dänemark)              | Treffen mit Poul Nyrup Rasmussen |      |
| 15. und 16. März          | Stockholm ( Schweden)               | Treffen mit Göran Persson |      |
| 15. und 16. März          | Helsinki ( Finnland)                | Treffen mit Ministerpräsident Paavo Lipponen |      |
| 15. und 16. März          | Den Haag ( Niederlande)             | Treffen mit Ministerpräsident Willem Kok |      |
| 15. und 16. März          | Brüssel ( Belgien)                  | Treffen mit Ministerpräsident Jean-Luc Dehaene                                                                                                   |      |
| 15. und 16. März          | London ( Vereinigtes Königreich)    | Treffen mit Premierminister Tony Blair |      |
| 25. April                 | Washington ( Vereinigte Staaten)    | NATO-Gipfel und Feierlichkeiten zum 50. Jubiläum der NATO                                                                                        |      |
| 17. Mai                   | Helsinki ( Finnland)                | Treffen mit Präsident Martti Ahtisaari |      |
| 17. und 18. Mai           | Bari ( Italien)                     | Ministerpräsident Massimo D’Alema |      |
| 17. und 18. Mai           | Vatikanstadt                        | Privataudienz bei Papst Johannes Paul II. |      |
| 28. Juni                  | Rio de Janeiro ( Brasilien)         | Teilnahme am EU-Lateinamerika-Gipfel |      |
| 8. und 9. Juli            | Kiew ( Ukraine)                     | Treffen mit Präsident Leonid Kutschma |      |
| 23. Juli                  | Prizren ( Kosovo)                   | - Gespräch mit Hashim Thaci - Besuch bei den deutschen KFOR-Truppen                                                                              |      |
| 23. Juli                  | Skopje ( Nordmazedonien)            | Treffen mit Ministerpräsident Ljubčo Georgievski                                                                                                 |      |
| 30. Juli                  | Sarajevo ( Bosnien und Herzegowina) | Besuch bei den deutschen EUFOR-Soldaten |      |
| 10. September             | Budapest ( Ungarn)                  | - Treffen mit Ministerpräsident Viktor Orbán - Rede zum 10. Jahrestag der Grenzöffnung 1989 vor dem ungarischen Parlament                        |      |
| 22.–24. September         | Tirana ( Albanien)                  | Treffen mit Ministerpräsident Pandeli Majko |      |
| 22.–24. September         | Sofia ( Bulgarien)                  | Treffen mit Ministerpräsident Iwan Kostow |      |
| 22.–24. September         | Bukarest ( Rumänien)                | - Treffen mit Präsident Emil Constantinescu - Rede vor der rumänischen Nationalversammlung                                                       |      |
| 30. September             | Prag ( Tschechien)                  | - Treffen mit Präsident Vaclav Havel - Treffen mit Ministerpräsident Milos Zeman - Rede zum 10. Jahrestag der Ausreise der Botschaftsflüchtlinge |      |
| 4. Oktober                | Athen ( Griechenland)               | Treffen mit Konstantinos Simitis |      |
| 31. Oktober – 2. November | Tokio ( Japan)                      | - Privataudienz bei Kaiser Akihito - Treffen mit Ministerpräsident Keizo Obuchi.                                                                 |      |
| 2.–5. November            | Peking ( Volksrepublik China)       | - Treffen mit Präsident Jiang Zemin - Treffen mit Ministerpräsident Zhu Rongji.                                                                  |      |
| 30. November              | Paris ( Frankreich)                 | - Treffen mit Präsident Jacques Chirac - Rede vor der französischen Nationalversammlung                                                          |      |
| 1. Dezember               | Madrid ( Spanien)                   | Zusammen mit dem französischen Ministerpräsidenten Lionel Jospin treffen bei Ministerpräsident Jose Maria Aznar                                  |      |
| 10. und 11. Dezember      | Helsinki ( Finnland)                | Teilnahme am Europäischen Rat |      |

### 2000
| Datum               | Ort                            | Hauptgrund | Bild |
| ------------------- | ------------------------------ | --- | ---- |
| 26. Januar          | Stockholm ( Schweden)          | Teilnahme am Internationalen Holocaust Forums |      |
| 24. März            | Lissabon ( Portugal)           | Teilnahme am EU-Sondergipfel |      |
| 30. und 31. März    | Tiflis ( Georgien)             | - Treffen mit Präsident Eduard Schewardnadse - Rede vor dem georgischen Parlament - Erstmaliger Besuch eines amtierenden Bundeskanzlers in Georgien            |      |
| 3. und 4. April     | Kairo ( Ägypten)               | Teilnahme am EU-Afrika-Gipfel |      |
| 13. April           | Kolding ( Dänemark)            | Teilnahme am Ostseerat-Gipfel |      |
| 24. Mai             | Oslo ( Norwegen)               | - Treffen mit Ministerpräsident Jens Stoltenberg - Treffen mit Bürgermeister Per Ditlev-Simonsen                                                               |      |
| 6. und 7. Juni      | Riga ( Lettland)               | - Treffen mit Präsident Vaira Vīķe-Freiberga - Treffen mit Ministerpräsident Andris Bērziņš                                                                    |      |
| 6. und 7. Juni      | Tallinn ( Estland)             | - Treffen mit Präsident Lennart Meri - Treffen mit Ministerpräsident Mart Laar                                                                                 |      |
| 6. und 7. Juni      | Vilnius ( Litauen)             | - Treffen mit Präsident Valdas Adamkus - Treffen mit Ministerpräsident Valdas Adamkus                                                                          |      |
| 21.–23. Juli        | Okinawa ( Japan)               | Teilnahme am G8- Gipfel |      |
| 11. August          | Palma de Mallorca ( Spanien)   | Während seines Urlaubs auf Mallorca, traf sich Schröder mit dem spanischen König Juan Carlos I.                                                                |      |
| 7. September        | New York ( Vereinigte Staaten) | Teilnahme am Millennium-Gipfel bei den Vereinten Nationen |      |
| 16. September       | Segovia ( Spanien)             | Treffen mit Ministerpräsident José María Aznar |      |
| 25. September       | Moskau ( Russland)             | Treffen mit Präsident Wladimir Putin |      |
| 23. Oktober         | Bratislava ( Slowakei)         | - Treffen mit Präsident Rudolf Schuster - Treffen mit Ministerpräsident Mikuláš Dzurinda                                                                       |      |
| 28. und 29. Oktober | Kairo ( Ägypten)               | Treffen mit Präsident Hosni Mubarak |      |
| 29. Oktober         | ( Libanon)                     | - Treffen mit Ministerpräsident Rafiq al-Hariri - Treffen mit Parlamentspräsident Nabih Berri - Erstmaliger Besuch eines amtierenden Bundeskanzlers in Libanon |      |
| 30. Oktober         | Amman ( Jordanien)             | Treffen mit König Abdullah II. |      |
| 30. Oktober         | Damaskus ( Syrien)             | - Treffen mit Präsident Baschar al-Assad - Treffen mit Ministerpräsident Mohamed Moustafa Mero - Erstmaliger Besuch eines amtierenden Bundeskanzlers in Syrien |      |
| 31. Oktober         | Jerusalem ( Israel)            | - Treffen mit Premierminister Ehud Barak - Treffen mit Präsident Mosche Katzav - Besuch der Holocaust-Gedenkstätte Yad Vashem                                  |      |
| 1. November         | Gaza (Stadt) ( Palästina)      | Treffen mit Jassir Arafat |      |
| 6. Dezember         | Warschau ( Polen)              | - Treffen mit Präsident Aleksander Kwaśniewski - Treffen mit Ministerpräsident Jerzy Buzek                                                                     |      |
| 20. Dezember        | Stockholm ( Schweden)          | Treffen mit Ministerpräsident Göran Persson |      |

### 2001
| Datum                     | Ort                                                      | Hauptgrund | Bild |
| ------------------------- | -------------------------------------------------------- | --- | ---- |
| 23. und 24. März          | Stockholm ( Schweden)                                    | Teilnahme am EU-Gipfel |      |
| 29. März                  | Washington, D.C. ( Vereinigte Staaten)                   | Treffen mit Präsident George W. Bush                                                                                               |      |
| 25. und 26. Mai           | Wien ( Österreich)                                       | - Treffen mit Bundespräsident Thomas Klestil - Treffen mit Bundeskanzler Wolfgang Schüssel                                         |      |
| 25. Juni                  | Ljubljana ( Slowenien)                                   | Treffen mit Ministerpräsident Janez Drnovsek                                                                                       |      |
| 22. Juli                  | Genua ( Italien)                                         | Teilnahme am G8-Gipfel |      |
| 21. August                | Mladá Boleslav, Sychrov und Liberec ( Tschechien)        | Treffen mit Ministerpräsident Miloš Zeman                                                                                          |      |
| 10. und 11. Oktober       | Washington, D.C. und New York City ( Vereinigte Staaten) | - Treffen mit Präsident Bush in Washington, D.C. - Besichtigung der Ruinen des World Trade Centers mit Bürgermeister Rudy Giuliani |      |
| 28. Oktober               | Islamabad ( Pakistan)                                    | Treffen mit Präsident Pervez Musharraf                                                                                             |      |
| 29. und 30. Oktober       | Bangalore, Neu-Delhi ( Indien)                           | - Treffen mit Präsident Kocheril Raman Narayanan - Treffen mit Ministerpräsident Atal Bihari Vajpayee                              |      |
| 31. Oktober – 2. November | Peking, Shanghai ( Volksrepublik China)                  | - Treffen mit Präsident Jiang Zemin - Treffen mit Ministerpräsident Zhu Rongji                                                     |      |
| 2. November               | Moskau ( Russland)                                       | Treffen mit Präsident Wladimir Putin                                                                                               |      |
| 4. November               | London ( Vereinigtes Königreich)                         | Treffen mit Premierminister Tony Blair                                                                                             |      |
| 6. Dezember               | Kiew ( Ukraine)                                          | Treffen mit Präsident Leonid Kutschma                                                                                              |      |

### 2002
| Datum                   | Ort                                                | Hauptgrund | Bild |
| ----------------------- | -------------------------------------------------- | --- | ---- |
| 31. Januar – 1. Februar | Washington und New York City ( Vereinigte Staaten) | - Treffen mit Präsident George W. Bush - Teilnahme am Weltwirtschaftsforum in New York                                                        |      |
| 10.–16. Februar         | Mexiko-Stadt ( Mexiko)                             | Treffen mit Präsident Vicente Fox |      |
| 10.–16. Februar         | São Paulo ( Brasilien)                             | - Treffen mit Präsident Fernando Henrique Cardoso - Zusammen mit Bundeswirtschaftsminister Werner Müller besuch beim Volkswagenwerk Brasilien |      |
| 10.–16. Februar         | Buenos Aires ( Argentinien)                        | Treffen mit Präsident Eduardo Duhalde |      |
| 10. Mai                 | Taschkent ( Usbekistan)                            | Treffen mit Präsident Islam Karimow |      |
| 10. Juni                | Sankt Petersburg ( Russland)                       | Treffen mit Präsident Wladimir Putin |      |
| 18. Juni                | Breslau ( Polen)                                   | Zusammen mit dem polnischen Ministerpräsidenten Leszek Miller, Eröffnung des Willy Brandt-Zentrums                                            |      |
| 25.–28. Juni            | Montreal ( Kanada)                                 | Teilnahme am G8-Gipfel |      |
| 12. November            | Oslo ( Norwegen)                                   | Gipfel zum Thema Wirtschaft |      |
| 22. November            | Prag ( Tschechien)                                 | Teilnahme am NATO-Gipfel zum Thema Irak |      |
| 29. und 30. Dezember    | Shanghai ( Volksrepublik China)                    | Treffen mit Premierminister Zhu Rongji |      |

### 2003
| Datum               | Ort                                      | Hauptgrund | Bild |
| ------------------- | ---------------------------------------- | --- | ---- |
| 22. Januar          | Versailles ( Frankreich)                 | - Treffen mit Präsident Jacques Chirac - Gemeinsame Sitzung des Deutschen Bundestages und der Assemblée Nationale zum 40. Jahrestag der Unterzeichnung des Elysée-Vertrages |      |
| 11. Februar         | Arrecife ( Spanien)                      | Treffen mit José María Aznar |      |
| 11.–15. Mai         | Kuala Lumpur ( Malaysia)                 | Treffen mit Premierminister Mahathir bin Mohamad |      |
| 11.–15. Mai         | Singapur ( Singapur)                     | Treffen mit Ministerpräsident Goh Chok Tong |      |
| 11.–15. Mai         | Hanoi ( Vietnam)                         | Treffen mit Ministerpräsident Phan Van Khai |      |
| 11.–15. Mai         | Jakarta ( Indonesien)                    | Treffen mit Präsidentin Megawati Sukarnoputri |      |
| 31. Mai             | St. Petersburg ( Russland)               | Teilnahme an der Eröffnung des rekonstruierten Bernsteinzimmers des Katharinenpalast                                                                                        |      |
| 1. und 2. Juni      | Évian-les-Bains ( Frankreich)            | Teilnahme am G8-Gipfel |      |
| 22. August          | Verona ( Italien)                        | - Treffen mit EU-Kommissionspräsident Romano Prodi - Treffen mit Ministerpräsident Silvio Berlusconi                                                                        |      |
| 5. September        | Prag ( Tschechien)                       | - Treffen mit Präsident Václav Klaus - Treffen mit Ministerpräsident Vladimir Spidla                                                                                        |      |
| 19. September       | Kehrsatz, Fafleralp ( Schweiz)           | - Treffen mit Bundespräsident Pascal Couchepin - Gespräch mit den Bundesräten Samuel Schmid, Moritz Leuenberger und Ruth Metzler                                            |      |
| 24. September       | New York ( Vereinigte Staaten)           | Rede vor der Generalversammlung der Vereinten Nationen |      |
| 5. Oktober          | Kairo ( Ägypten)                         | - Treffen mit Präsident Husni Mubarak - Eröffnung der Deutschen Universität Kairo                                                                                           |      |
| 6. Oktober          | Riad ( Saudi-Arabien)                    | Treffen mit Kronprinz Abdullah ibn Abd al-Aziz |      |
| 7. Oktober          | Dubai ( Vereinigte Arabische Emirate)    | Teilnahme an der Eröffnung des Gipfels der arabischen Medien zum Thema "Krieg und die Medien                                                                                |      |
| 29. und 30. Oktober | Bratislava ( Slowakei)                   | - Treffen mit Präsident Rudolf Schuster - Treffen mit Ministerpräsident Mikulas Dzurinda                                                                                    |      |
| 29. und 30. Oktober | Belgrad ( Serbien und Montenegro)        | - Treffen mit Staatspräsident Svetozar Marovic - Treffen mit den serbischen Ministerpräsidenten Zoran Zivkovic                                                              |      |
| 29. und 30. Oktober | Zagreb ( Kroatien)                       | - Treffen mit Präsident Stipe Mesic - Ministerpräsident Ivica Racan |      |
| 20. November        | New York ( Vereinigte Staaten)           | Treffen mit Vertretern jüdischer Organisationen |      |
| 1.–5. Dezember      | Peking, Guangzhou ( Volksrepublik China) | - Treffen mit Präsident Hu Jintao - Teilnahme an einer Diskussionsrunde mit chinesischen Studenten                                                                          |      |
| 1.–5. Dezember      | Astana ( Kasachstan)                     | Treffen mit Präsident Nursultan Nasarbajew |      |

### 2004
| Datum               | Ort                                                  | Hauptgrund | Bild |
| ------------------- | ---------------------------------------------------- | --- | ---- |
| 19.–24. Januar      | Accra ( Ghana)                                       | Treffen mit Präsident John Agyekum Kufuor |      |
| 19.–24. Januar      | Addis Abeba ( Äthiopien)                             | - Treffen mit Ministerpräsidenten Meles Zenawi - Treffen mit AU-Kommissionsvorsitzenden Alpha Oumar Konaré#                                   |      |
| 19.–24. Januar      | Nairobi ( Kenia)                                     | Treffen mit Präsident Mwai Kibaki |      |
| 19.–24. Januar      | Pretoria ( Südafrika)                                | Treffen mit Präsident Thabo Mbeki |      |
| 23. und 24. Februar | Istanbul, İskenderun ( Türkei)                       | Treffen mit Ministerpräsident Recep Tayyip Erdoğan                                                                                            |      |
| 24. Februar         | Valletta ( Malta)                                    | - Treffen mit Präsident Guido de Marco - Treffen mit Ministerpräsident Edward Fenech Adami - Erstmaliger Besuch eines Bundeskanzlers in Malta |      |
| 26. und 27. Februar | Chicago, Jackson (Mississippi) ( Vereinigte Staaten) | Treffen mit Präsident George W. Bush |      |
| 16. März            | Paris ( Frankreich)                                  | Treffen mit Jacques Chirac |      |
| 2. April            | Moskau ( Russland)                                   | Zusammen mit Jacques Chirac, treffen mit Wladimir Putin                                                                                       |      |
| 15. April           | Rotterdam ( Niederlande)                             | Rede an der Erasmus-Universität |      |
| 13. Mai             | Paris ( Frankreich)                                  | Treffen mit Jacques Chirac |      |
| 27. Mai             | Mexico-Stadt ( Mexiko)                               | Treffen mit Präsident Vicente Fox |      |
| 8.–10. Mai          | Sea Island ( Vereinigte Staaten)                     | Teilnahme am G8-Gipfel |      |
| 1. August           | Warschau ( Polen)                                    | Teilnahme an der Gedenkfeier zum 60. Jahrestag des Warschauer Aufstands                                                                       |      |
| 12. August          | Bukarest ( Rumänien)                                 | - Treffen mit Präsident Ion Iliescu - Besuch beim Grab seines Vaters.                                                                         |      |
| 13. August          | Sofia ( Bulgarien)                                   | - Treffen mit Präsident - Treffen mit Simeon Saxcoburggotski and President Georgi Parvanov                                                    |      |
| 13. September       | Madrid ( Spanien)                                    | Treffen mit Ministerpräsident José Luis Rodríguez Zapatero                                                                                    |      |
| 15. September       | Budapest ( Ungarn)                                   | - Treffen mit Ministerpräsident Péter Medgyessy - Teilnahme zur Feierlichkeiten zum 15. Jahrestag der Grenzöffnung 1989                       |      |
| 25. September       | Athen ( Griechenland)                                | Besuch bei den Sommer-Paralympics |      |
| 28. September       | Oslo ( Norwegen)                                     | Treffen mit Ministerpräsident Kjell Magne Bondevik                                                                                            |      |
| 4. Oktober          | Prag ( Tschechien)                                   | - Treffen mit Ministerpräsident Stanislav Gross - Rede beim deutsch-tschechischen Gesprächsforum                                              |      |
| 6. und 7. Oktober   | Neu-Delhi ( Indien)                                  | - Treffen mit Präsident A. P. J. Abdul Kalam - Treffen mit Ministerpräsident Manmohan Singh                                                   |      |
| 9. Oktober          | Hanoi ( Vietnam)                                     | - Treffen mit Premierminister Phan Văn Khải - Rede am Goethe-Institut                                                                         |      |
| 10. und 11. Oktober | Islamabad ( Pakistan)                                | - Treffen mit Präsident Pervez Musharraf - Treffen mit Ministerpräsident Shaukat Aziz                                                         |      |
| 10. und 11. Oktober | Kabul ( Afghanistan)                                 | - Treffen mit Präsident Hamid Karzai - Besuch bei den deutschen Bundeswehrsoldaten                                                            |      |
| 15. und 16. Oktober | Tripolis ( Libyen)                                   | - Treffen mit Oberst Muammar al-Gaddafi - Erstmaliger Besuch eines Bundeskanzlers in Libyen                                                   |      |
| 15. und 16. Oktober | Algier ( Algerien)                                   | Treffen mit Präsident Abd al-Aziz Bouteflika                                                                                                  |      |
| 19. Oktober         | Lissabon ( Portugal)                                 | Treffen mit Ministerpräsident Pedro Santana Lopes                                                                                             |      |
| 7. Dezember         | Peking ( Volksrepublik China)                        | Treffen mit Präsident Hu Jintao |      |
| 9. Dezember         | Tokio ( Japan)                                       | Treffen mit Premierminister Jun’ichirō Koizumi                                                                                                |      |

### 2005
| Datum                                           | Ort                                       | Hauptgrund | Bild |
| ----------------------------------------------- | ----------------------------------------- | --- | ---- |
| 28. Januar                                      | Davos ( Schweiz)                          | Rede vor dem Weltwirtschaftsforum |      |
| 27. und 28. Februar                             | Riad ( Saudi-Arabien)                     | - Treffen mit Kronprinz Abdullah ibn Abd al-Aziz - Privataudienz bei König Fahd ibn Abd al-Aziz                                            |      |
| 28. Februar                                     | Kuwait-Stadt ( Kuwait)                    | Treffen mit Emir Dschabir al-Ahmad al-Dschabir as-Sabah                                                                                    |      |
| 1. März                                         | Doha ( Katar)                             | Treffen mit Scheich Hamad bin Chalifa Al Thani                                                                                             |      |
| 2. März                                         | Manama ( Bahrain)                         | Treffen mit Ministerpräsident Scheich Chalifa bin Salman Al Chalifa                                                                        |      |
| 2. und 3. März                                  | Sanaa ( Jemen)                            | - Treffen mit Präsident Ali Abdullah Saleh - Treffen mit Ministerpräsident Abd al-Qadir Badschamal                                         |      |
| 3. und 4. März                                  | Maskat ( Oman)                            | Treffen mit Sultan Qabus bin Said |      |
| 5. März                                         | Abu Dhabi ( Vereinigte Arabische Emirate) | - Treffen mit Außenminister Hamdan bin Zayed Al Nahyan - Kranzniederlegung vor dem Grab von Said bin Sultan al-Nahjan                      |      |
| 18. März                                        | Wien ( Österreich)                        | - Treffen mit Bundeskanzler Wolfgang Schüssel - Gespräch mit dem SPÖ-Bundesvorsitzenden Alfred Gusenbauer                                  |      |
| 18. März                                        | Paris ( Frankreich)                       | - Treffen mit Präsident Jacques Chirac - Teilnahme am Vierer-Gipfel mit den Staats- und Regierungschefs Frankreich, Russlands und Spaniens |      |
| 29. März                                        | Sønderborg ( Dänemark)                    | Teilnahme zum 50. Jahrestag der Bonn-Kopenhagener Erklärungen für Minderheitenrechte                                                       |      |
| 7. und 8. April                                 | Vatikanstadt                              | Teilnahme an der Trauerfeier für Papst Johannes Paul II.                                                                                   |      |
| 4. Mai                                          | Istanbul ( Türkei)                        | - Verleihung der Ehrendoktorwürde durch die Marmara-Universität - Treffen mit Ministerpräsident Recep Tayyip Erdoğan                       |      |
| 8. und 9. Mai                                   | Moskau ( Russland)                        | - Treffen mit Präsident Wladimir Putin - Teilnahme an den Gedenkfeierlichkeiten zum 65. Jahrestag des Ende des Zweiten Weltkrieges         |      |
| 17. Mai                                         | Warschau ( Polen)                         | Teilnahme am Europarat-Gipfel |      |
| 17. Mai                                         | Prag ( Tschechien)                        | Treffen mit Ministerpräsident Jiří Paroubek                                                                                                |      |
| 19. Mai                                         | Nancy ( Frankreich)                       | Rede zur Einweihung des restaurierten Place Stanislas                                                                                      |      |
| 27. Juni                                        | Washington, D.C. ( Vereinigte Staaten)    | Treffen mit Präsident George W. Bush |      |
| 6–8. Juli                                       | Gleneagles ( Vereinigtes Königreich)      | Teilnahme am G8-Gipfel |      |
| 12. Oktober                                     | Istanbul ( Türkei)                        | Treffen und gemeinsames Iftar-Essen mit Ministerpräsident Recep Tayyip Erdoğan                                                             |      |
| 27. Oktober                                     | London ( Vereinigtes Königreich)          | Teilnahme am EU-Gipfel |      |
| Schröders Amtszeit endete am 22. November 2005. |                                           | |      |